# The Spinoff
The Spinoff es una revista y sitio web de noticias en línea de Nueva Zelanda, fundada en 2014. Se caracteriza por su cobertura de temas de actualidad, análisis político y social, y comentarios culturales. Su modelo de ingresos se basa en patrocinios comerciales y suscripciones. El negocio es propiedad de su fundador y exeditor, Duncan Grieve, y su esposa, Nicola.

## Antecedentes
The Spinoff comenzó como un blog sobre televisión patrocinado por la plataforma de streaming Lightbox. Desde entonces, se ha expandido para convertirse en un sitio de noticias multiplataforma que también publica boletines de actualidad, pódcasts y series de video en línea. En 2019, lanzó Spinoff Members, un programa que ofrece una variedad de beneficios para los suscriptores. En julio de 2020, The Spinoff y el New Zealand Herald comenzaron a compartir periodismo y contenido.

«Nuestro modelo de negocio se basa en asociaciones y patrocinios, y dejamos claro cuándo nuestro contenido es financiado de esa manera. Cuando nuestros periodistas no escriben para un socio, tienen total libertad para escribir lo que deseen. Les damos licencia implícita porque saben qué hace que un contenido sea bueno y conocemos los intereses de nuestra audiencia».
explicó Duncan Grieve a la periodista de negocios Tash McGill.

Durante la pandemia de COVID-19 en 2020–21, The Spinoff comenzó a colaborar con la Organización Mundial de la Salud (OMS), después de que un funcionario de comunicaciones de la OMS viera su serie de ilustraciones de salud pública sobre COVID-19, ampliamente compartidas. Estas ilustraciones formaron parte de una colaboración entre el caricaturista Toby Morris y la microbióloga Siouxsie Wiles, destinada a explicar el COVID-19. The Spinoff liberó estas ilustraciones y animaciones en Wikimedia Commons, donde han sido utilizadas por servicios de salud pública en todo el mundo. Las ilustraciones han sido publicadas tanto en te reo Māori como en inglés por The Spinoff.
En 2019, The Spinoff recibió financiación de Creative New Zealand para encargar artículos sobre el arte contemporáneo de Nueva Zelanda y sus artistas. La sección de arte está editada por los críticos neozelandeses Mark Amery y Megan Dunn.

### The Spinoff TV
The Spinoff TV fue un programa de televisión que abordaba temas de actualidad, cultura popular y medios de comunicación. Fue creado como una colaboración entre The Spinoff y MediaWorks, y conducido por Alex Casey y Leonie Hayden. Se transmitió en el canal Three, con su estreno el 22 de junio de 2018. El episodio final se emitió el 5 de octubre de 2018. La primera temporada contó con 16 episodios, pero no fue renovada para una segunda temporada.